# Конституция человека
Конституция человека — сумма всех его индивидуальных свойств: морфологических, физиологических и психологических качеств, обусловленных действием генетических факторов, а также факторов внешней среды. Конструкция человека, в отличие от его физического развития — это характеристика конкретного человека, которая остается постоянной на протяжении всей его жизни, то есть она не имеет возрастной периодизации.
Из факторов внешней среды, под влиянием которых реализуются особенности конституции (социально-экономические условия, питание, перенесенные болезни, занятия физической культурой и спортом), особенно в детском и подростковом возрасте.
Конституция, как обобщенная морфофункциональная характеристика индивидуума, отражает особенности не только телосложения, но также психической деятельности, метаболизма и функционирования вегетативных систем, адаптационных, компенсаторных и патологических реакций человека. Хотя проблема конституции имеет многовековую историю, до настоящего времени нет общепринятой формулировки этого понятия, пригодной для лиц различного пола и возраста. Различные методические подходы к выделению конституциональных типов (соматоскопия, антропометрия и их комбинация), неоднозначное толкование самого понятия «конституция» — все это привело к созданию многочисленных схем конституциональной диагностики.
Длительное время конституционные типы изучали в связи с предрасположенностью к определённым заболеваниям, затем их стали рассматривать как нормальные варианты строения и функционирования организма. Если рассматривать весь спектр жизненных доминант и установок, то, в конечном счете, они детерминированы конституцией человека: потребности, способности, интересы, желания, искушения, проблемы алкоголизма, курения, наркомании имеют генетическую компоненту при всей значимости среды и воспитания в этих вопросах. Все проблемы предрасположенности (не предрасположенности) к болезням — тоже конституционально детерминированы, также как и личные предпочтения в образе жизни, психический мир знаний, эмоций и воли, поведение, любовь и ненависть, сексуальный потенциал.
Тип телосложения — одна из основных характеристик конституции человека. Выделяют три основных типа телосложения:
- Астеническое телосложение — продольные размеры тела преобладают над поперечными;
- Нормостенический тип (средняя толщина кости) — пропорциональные размеры тела и правильное их соотношение.
- Гиперстенический  (ширококостный) тип — поперечные размеры тела больше, чем у нормостеников и астеников (низкий рост и плотное телосложение).

Генотипически астеник никогда не станет гиперстеником и, наоборот. Среда лишь модифицирует наш конституционный потенциал в рамках: конституция — генетически устойчива, стабильна, а фенотип — лишь модифицируется, изменяет конституцию в пределах геномных законов реагирования.
Реальная конституция человека складывается из набора составляющих:
- Рефлексивная конституция — генетическая память (эмбриональный путь развития), иммунная память (о перенесенных заболеваниях), нейронная память (память, фиксируемая нейронами).
- Генотипическая конституция — исходный «наследственный паспорт» (геномная характеристика, хромосомная система человека), определяющий регенерационные способности нашей морфологии (например, заживление ран).
- Фенотипическая конституция — традиционное (а подчас единственное) представление о конституции человека, на основе наследственной структуры его костно-мышечного «портрета» (по современной терминологии — эктоморфы, мезоморфы, эндоморфы, различные типы астенических, нормостенических и гиперстенических конституций). По мнению В. П. Петленко выделяют 5 конституциональных типов (варианты нормы): 1) нормостенический, 2) гиперстенический, 3) гипостенический (астенический) 4) грациальный (маленький, пропорциональный, изящный) 5) атлетический тип. Чаще всего эти типы вариабельны, то есть чистый тип выделить на практике удается редко[3].
- Соматическая конституция — особенности телосложения. Соматотип — тип телосложения — определяемый на основании антропометрических измерений (соматотипировании), генотипически обусловленный, конституционный тип, характеризующийся уровнем и особенностью обмена веществ (преимущественным развитием мышечной, жировой или костной ткани), склонностью к определённым заболеваниям, а также психофизиологическими отличиями.
- Иммунная конституция — система глобулиновой защиты, в основе которой лежит механизм «антиген-антитело», определяющих характер и интенсивность иммунологических реакций («нормального» или аллергического, патологического характера), обеспечивающих постоянство внутренней среды (гомеостаз), либо её патологию.
- Нейронная конституция — состояние неврологической реактивности, определяющее базисные основы обучения, приобретения знаний; это — базисная основа эмоций и волевых процессов, определяющих наше здоровье и нашу неврологическую симптоматику.
- Психологическая конституция определяет психологический тип личности, её характер и темперамент.
- Лимфогематологическая конституция — это особенности лимфотока и группа крови, носящие геномный, конституциональный характер и определяющие интенсивность метаболизма и энергетики организма.
- Гормонально-половая конституция характеризует существенный момент во всех поведенческих реакциях человека. Половое поведение определяется взаимодействием определённых мозговых структур с половыми гормонами (андрогенами при мужском половом поведении и эстрогенами — при женском половом поведении).